# بلیر پاری-اوکدن
بلیر پاری-اوکدن (انگلیسی: Blair Parry-Okeden؛ زادهٔ ۱۹۵۰ هونولولو، هاوایی) سرمایه‌دار آمریکایی مقیم استرالیا است، که از سهامداران اصلی شرکت کاکس بشمار می‌آید و با دارایی خالص ۱۲٫۲ میلیارد دلار، بعنوان ثروتمندترین فرد استرالیا شناخته می‌شود.